# Marchandiomyces lignicola
Marchandiomyces lignicola är en lavart som beskrevs av Lawrey & Diederich 2005. Marchandiomyces lignicola ingår i släktet Marchandiomyces och familjen Corticiaceae.   Inga underarter finns listade i Catalogue of Life.